# Chant XIX de l'Enfer
Le Chant XIX de l'Enfer est le dix-neuvième chant de l'Enfer de la Divine Comédie du poète florentin Dante Alighieri. Il se déroule dans la troisieme bolgia du huitième cercle, où sont punis  les simoniaques ; nous sommes au matin du 9 avril 1300 (samedi saint), ou selon d'autres commentateurs du 26 mars 1300.

## Thèmes et contenus

### Les Simoniaques: versets 1-30

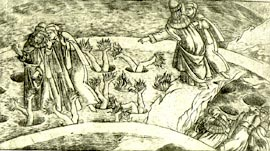
Les Simoniaques, incision de Baccio Baldini (XVe siècle).

Le Chant commence par une apostrophe adressée à Simon le Magicien, un personnage des Actes des Apôtres qui voulait acheter le pouvoir de faire des prodiges à saint Pierre et dont le nom est à l'origine du terme simonie.
Dans ce Chant, Dante montre la bolge où sont punis les simoniaques, à l'intérieur du huitième cercle de l'enfer, dédié aux fraudeurs. Cette bolge est introduite de manière non canonique par rapport aux autres : au lieu de décrire l'aspect général du lieu et de choisir ensuite un pécheur, qui à son tour nomme d'autres damnés, ici Dante commence par une invective solennelle qui annonce le caractère du Chant, où le poète expose ses idées sur la situation politique mondiale, dominée par les luttes entre la papauté et l'empire qui étaient à l'origine de tous les problèmes du monde de l'époque.
Le son de la trompette rappelle à la fois les crieurs médiévaux, qui attiraient l'attention sur eux, et le passage de l'Apocalypse de Jean, dans lequel les anges sonnent de la trompette pour annoncer le Jugement dernier.
Ce n'est que plus tard que Dante commence à parler de l'endroit où il se trouve : déjà dans la bolge suivante, sur la partie du « scoglio » (le petit pont qui enjambe la bolge) qui se trouve au-dessus du milieu du fossé (« Déjà nous étions, à la tombe suivante, montés sur la roche dans cette partie qui surplombe le fossé », verset 7-9). Puis le poète, après une invocation à la sagesse divine qui administre avec justice autant le monde des vivants que les châtiments de l'enfer, commence à esquisser l'aspect de la nouvelle fosse : plein de trous  d'où sortent les jambes des pécheurs jusqu'aux cuisses (la «  grande »), avec la plante des pieds éclairée par des flammes qui ressemblent à celles qui lèchent la surface (la « pelure ») des choses ointes ; pour le tourment que ces damnés infligent furieusement ("per che così forte guizzavan le giunte, che spezzate averien ritorte e strambe, (versets 26-27), c'est-à-dire si fort qu'ils secouaient leurs genoux qu'ils auraient brisé n'importe quel type de corde, y compris la très solide « ritorte » d'osier et la « strambe » de fibres végétales).

### PapeNicolasIII: versets 31-87

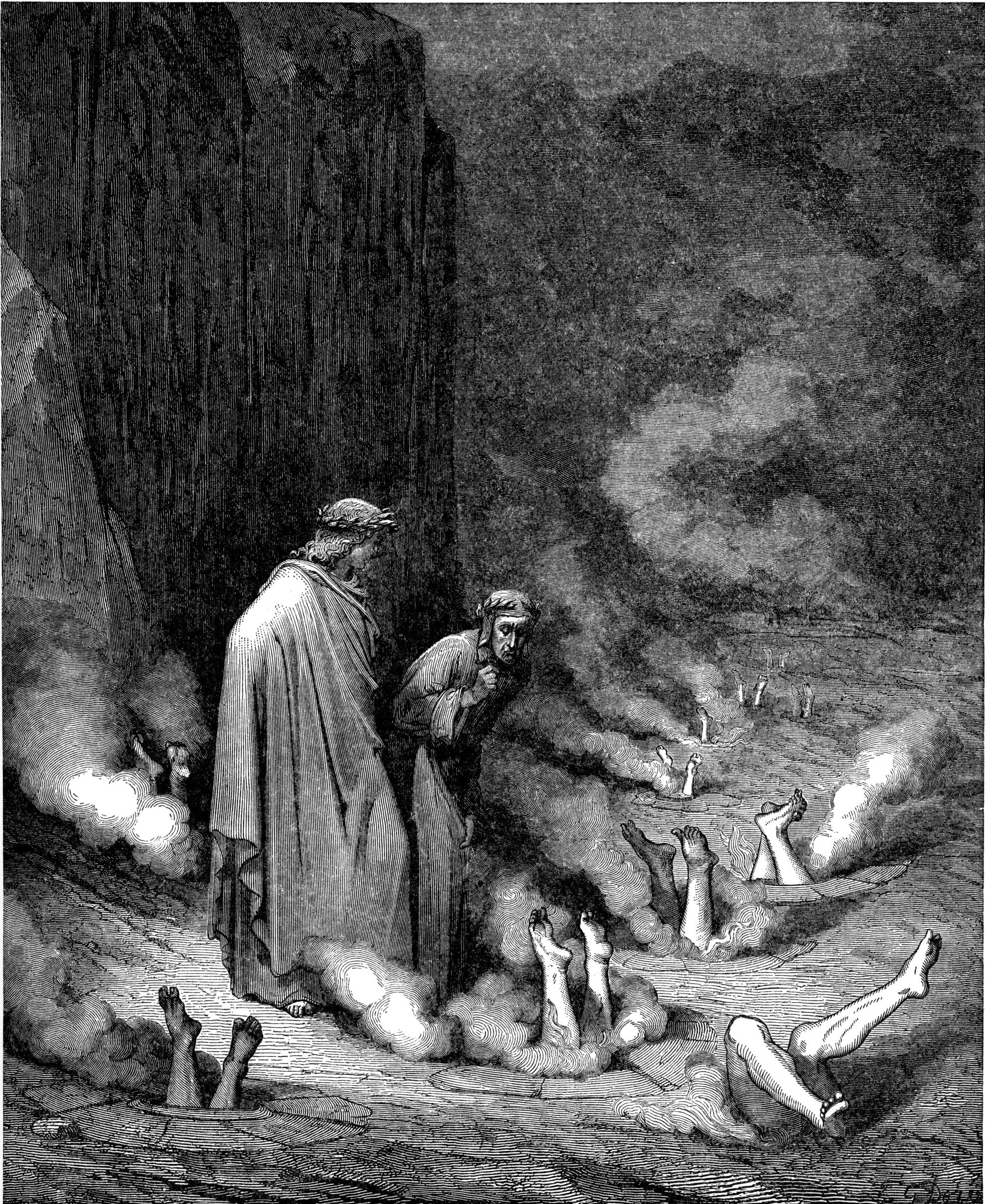
Dante parlant à Nicolas III, envoyé en enfer pour simonie

Dante est immédiatement attiré par une fosse où le damné donne plus de coups de pied que les autres et a une flamme plus rouge que les autres ; Virgile lui propose de l'accompagner en descendant avec lui dans la fosse : on découvrira bientôt que c'est la fosse réservée aux papes. Dante raconte avec précision sa réponse et sa descente sur la gauche (descendemmo a mano stanca / là giù nel fondo foracchiato e arto, versets 41-42). Arrivé dans la fosse, il semble à Dante que l'homme pleure con la zanca, c'est-à-dire avec ses jambes (cianca est un terme dialectal encore utilisé).
Dante se tourne alors vers l'âme retournée : « Oh, tu te tiens à l'envers, âme méchante, tu te tiens comme un pieu, si tu peux parler"». La description suivante a des accents surréalistes : Dante dit qu'il est comme le frère qui confesse un meurtrier, qui est convoqué par le meurtrier lui-même pour retarder le moment de la mort ; étant donné que le damné est un pape, l'échange de rôles entre confesseur et confessé que le poète imagine ici est plutôt curieux et éloquent.
Le pécheur se met alors à scander avec surprise Se' tu già costì ritto, / se' tu già costì ritto, Bonifazio ?, répétant deux fois la question et ajoutant qu'il s'est peut-être trompé d'écriture, c'est-à-dire de livre du futur que les damnés peuvent comprendre, qui a annoncé sa venue dans de nombreuses années. Il continue à apostropher et insinue malicieusement que le nouveau venu est peut-être déjà fatigué (rassasié) de tourmenter la belle femme qu'il avait épousée par la tromperie. Dante est stupéfait par ces mots car il ne les comprend pas : « Je suis tel que sont ceux qui se tiennent debout, ne comprenant pas ce qu'on leur répond, comme découragés, et ne sachant comment répondre. » (versets 58-60)
L'explication de la situation est donnée peu après, après que Virgile ait ordonné à Dante, assourdi par le doute, de répondre «  Je ne suis pas lui, je ne suis pas celui que tu crois », imitant presque ironiquement la répétition de la question du damné.
Dante s'adresse à Nicolas III, le pape simoniaque qui attend l'arrivée de son successeur, Boniface VIII. Dans ce cirque, en effet, la règle veut que seuls les derniers arrivés restent à la surface, qui doivent ensuite s'enfoncer dans les entrailles rocheuses après l'arrivée d'un nouveau damné. Grâce à ce stratagème, Dante peut également placer dans l'Enfer les papes qui ne sont pas encore morts, en particulier le très détesté Boniface VIII qu'il considère comme l'un des personnages à l'origine des malheurs de son époque. La belle femme à laquelle Nicolas III fait allusion n'est autre que l'Église latine, dans une métaphore, fréquente à l'époque, du mariage entre pontife et Sainte Église romaine. La note de  tòrre con inganno (« prendre ou épouser avec tromperie ») fait référence à l'élection contestée de Boniface, qui aurait d'abord fait abdiquer son prédécesseur Célestin V).
Au début, Nicolas III (dont nous ne connaissons pas encore l'identité d'après le texte) prend la parole pour se présenter : (paraphrase) « Si vous êtes si curieux de savoir qui je suis, au point de descendre la ripa, sachez que j'ai été un pape (revêtu du grand manteau), et que j'ai été un Orsini (fils de l'ours), qui a cherché avidement à faire avancer mes neveux (orsatti, c'est-à-dire les ours en peluche), en mettant leurs biens dans la bourse et en me condamnant, ici-bas, à être emborché  » (versets 67-72).
Le pape continue ensuite en exposant le mécanisme des tourments en expliquant que son successeur le poussera vers le bas . Il poursuit en prophétisant que son successeur ne restera pas en place aussi longtemps qu'il l'a fait, parce qu'après lui viendra un pape encore pire, « d'une opérativité plus laide ». Ce troisième pape est Clément V, un Français (Dante laisse entendre qu'il viendra de l'ouest), qui fera comme ce Jason (celui des Maccabées explique Dante, pas le mythologique rencontré dans le Chant précédent parmi les séducteurs) qui a acheté à son roi (Antiochus IV Epiphane) la dignité de grand prêtre, ainsi il fera de son roi de France (Philippe le Bel). La référence au pape qui est en fait à l'origine de la captivité des Avignonais en n'atteignant jamais Rome et en s'installant dans le sud de la France, a été et est toujours une source de controverse concernant la datation de l'Enfer.
Le cantique est généralement daté comme ayant commencé dans la période 1304-1305 ou, selon d'autres thèses plus accréditées, dans la période 1306-1307, les faits cités n'allant pas au-delà de 1309. La première citation qui nous est parvenue d'un passage de la Commedia date de 1317 et est contenue dans la couverture arrière d'un registre bolonais, tandis que les plus anciens manuscrits que nous possédons datent tous des années postérieures à 1330. Il s'agit, entre autres, de copies de Giovanni Boccaccio, qui à son tour ne les a pas copiées du manuscrit original. Dans ces vers, Dante montre qu'il était conscient que le successeur de Boniface VIII régnerait moins longtemps que Boniface lui-même (qui a gouverné l'Église pendant neuf ans). Clément V a régné jusqu'en 1314 et cette citation va à l'encontre de toutes les théories de datation généralement admises (à cette époque, on pense que Dante écrivait déjà le Purgatoire). La version la plus accréditée est que la citation concernant la durée du pontificat de Clément est une retouche faite par le poète à un moment postérieur à la rédaction de la cantica. D'autre part, il n'est pas communément admis par les spécialistes que Dante n'a fait que se fier à son bon sens, en évaluant l'état de santé du pape en fonction. En faveur de cette dernière hypothèse, il faut toutefois considérer que pour que Boniface VIII ait les pieds « cuits » moins longtemps que Nicolas III, qui est resté « emborché » pendant vingt-trois ans (de sa mort en 1280 à celle de Boniface VIII en 1303), il aurait fallu que Clément V meure avant 1326, une prévision que Dante aurait bien pu risquer étant donné les conditions de santé précaires de Clément.